# 이창호 (탁구 선수)
이창호(1969년 5월 1일~)는 대한민국의 장애인 탁구 선수로, 2012년 하계 패럴림픽에서 동메달을 획득했다.